# Arik Vardi
Arik Vardi (1970) è un informatico israeliano.

## Biografia
È uno dei fondatori della software house israeliana Mirabilis, famosa per aver inventato il software di instant messaging ICQ. In questa prima impresa Arik fu aiutato dal padre Yossi per avere del capitale da investire nel progetto.
Nel 2004 fonda con il padre ed il fratello una nuova società chiamata Superna che si occupa di hitech per la casa ed ha sede in Israele ed in USA. Nel 2007 Arik si impegna in un nuovo progetto televisivo chiamato KnockaTV. Il progetto è al momento alla ricerca di contenuti e di autori in grado di produrre materiale video per la nuova emittente.